# Đánh bi
Đánh bi, còn gọi là chơi bi, bắn bi, búng bi (tiếng Pháp: bille), là trò chơi phổ biến trên thế giới cũng như tại Việt Nam. Đây là trò chơi có công cụ đơn giản, cách chơi phong phú, thuận tiện nên có thể chơi cả trong nhà lẫn ngoài trời. Ở Việt Nam, trò chơi này chủ yếu dành cho trẻ em, có từ hai người chơi trở lên.

## Lịch sử

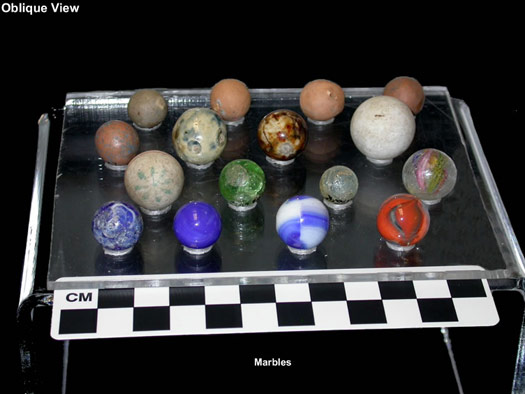
Một số viên bi trong lịch sử

Kết quả khảo cổ học cho thấy những viên bi cổ nhất được tùy táng trong một ngôi mộ trẻ em tại Nagada, Ai Cập có niên đại khoảng ba nghìn năm trước Công nguyên. Bảo tàng Anh cũng lưu giữ những viên bi được tìm thấy ở đảo Crete, Hy Lạp có niên đại từ 2000 năm đến 1700 năm trước Công nguyên. 
Thời La Mã cổ đại, đánh bi là trò chơi đã khá phổ biến, đặc biệt là trong lễ hội Saturnalia với tên gọi là "nuts". Những viên bi này chủ yếu được làm bằng đá và đất sét.
Trò chơi này đã trở nên phổ biến trên khắp Hoa Kỳ và các quốc gia khác.  Những viên bi đồ chơi (đất sét) được sản xuất hàng loạt đầu tiên được sản xuất tại Hoa Kỳ được sản xuất tại Akron, Ohio, bởi SC Dyke, vào đầu những năm 1890. Một số viên bi thủy tinh đầu tiên do Mỹ sản xuất cũng được sản xuất tại Akron bởi James Harvey Leighton. 
Năm 1903, Martin Frederick Christensen - cũng ở Akron - đã tạo ra những viên bi thủy tinh đầu tiên được làm bằng máy trên chiếc máy đã được cấp bằng sáng chế của mình. Công ty của ông, M. F. Christensen & Son Co., đã sản xuất hàng triệu viên bi thủy tinh đồ chơi và công nghiệp cho đến khi chúng ngừng hoạt động vào năm 1917. Công ty Mỹ tiếp theo tham gia vào thị trường bi thủy tinh là Akro Agate. Công ty này được thành lập bởi Akronites vào năm 1911, nhưng nằm ở Clarksburg, Tây Virginia. Ngày nay, chỉ có một nhà sản xuất bi có trụ sở tại Mỹ là Marble King, ở thành phố Paden, Tây Virginia. 

## Sản xuất
Viên bi được làm bằng nhiều cách. Chúng có thể được phân loại thành hai loại chung: làm bằng tay (thủ công) và làm bằng máy.

### Thủ công
Từ thời cổ xưa, viên bi ban đầu được làm bằng tay. Nó được tạo ra bằng đá hoặc ngà voi, có thể được tạo hình bằng cách mài. Bi bằng đất sét, gốm, gốm sứ hoặc sứ có thể được làm bằng cách lăn tròn thành dạng cầu, sau đó để khô, hoặc nung, cuối cùng có thể được để tự nhiên, sơn hay tráng men. 
Bi đất sét, được làm bằng đất sét hơi xốp, theo truyền thống từ đất sét địa phương hoặc đất nung còn sót lại ("sành sứ"), cuộn thành bóng, sau đó tráng men và nung ở nhiệt độ thấp, tạo ra một quả cầu không hoàn hảo mờ đục thường được bán như một viên đá cẩm thạch "thời xưa". Bi thủy tinh có thể được tạo hình thông qua việc sản xuất các thanh thủy tinh được xếp chồng lên nhau để tạo thành hoa văn mong muốn, cắt thanh thành các miếng có kích thước bằng đá cẩm thạch bằng kéo bằng đá cẩm thạch và làm tròn kính vẫn còn dễ uốn.

### Công nghiệp

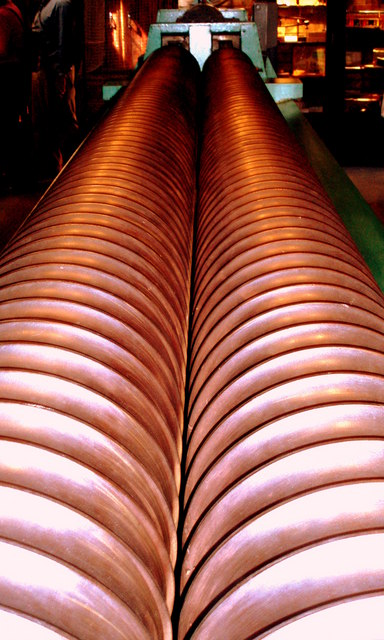
Một chiếc máy sản xuất bi rất lớn do Mỹ sản xuất tại Bovey Tracey, Devon, Anh

Một kỹ thuật cơ học là thả các miếng thuỷ tinh nóng chảy dạng hình cầu  vào một rãnh được tạo ra bởi hai vít song song lồng vào nhau. Khi các vít quay, các viên thủy tinh nóng chảy di chuyển dọc theo chúng, dần dần được tạo hình thành một viên bi hình cầu khi nó nguội đi. Màu sắc được thêm vào viên bi và các dòng thủy tinh bổ sung được kết hợp với dòng chính theo nhiều cách khác nhau. 
Ví dụ, những viên bi "mắt mèo" là loại bi có các đường vân thủy tinh màu được tiêm vào thành một dòng trong suốt. Bôi kính màu đắt tiền hơn lên một bề mặt kính trong suốt hoặc trắng rẻ hơn cũng là một kỹ thuật phổ biến.
Hiện nay, nhà sản xuất bi chơi lớn nhất thế giới là Vacor de Mexico. Được thành lập vào năm 1934, công ty hiện sản xuất 90% viên bi trên thế giới. - với hơn 12 triệu viên được sản xuất hằng ngày.

## Đánh bi ở Việt Nam

### Công cụ

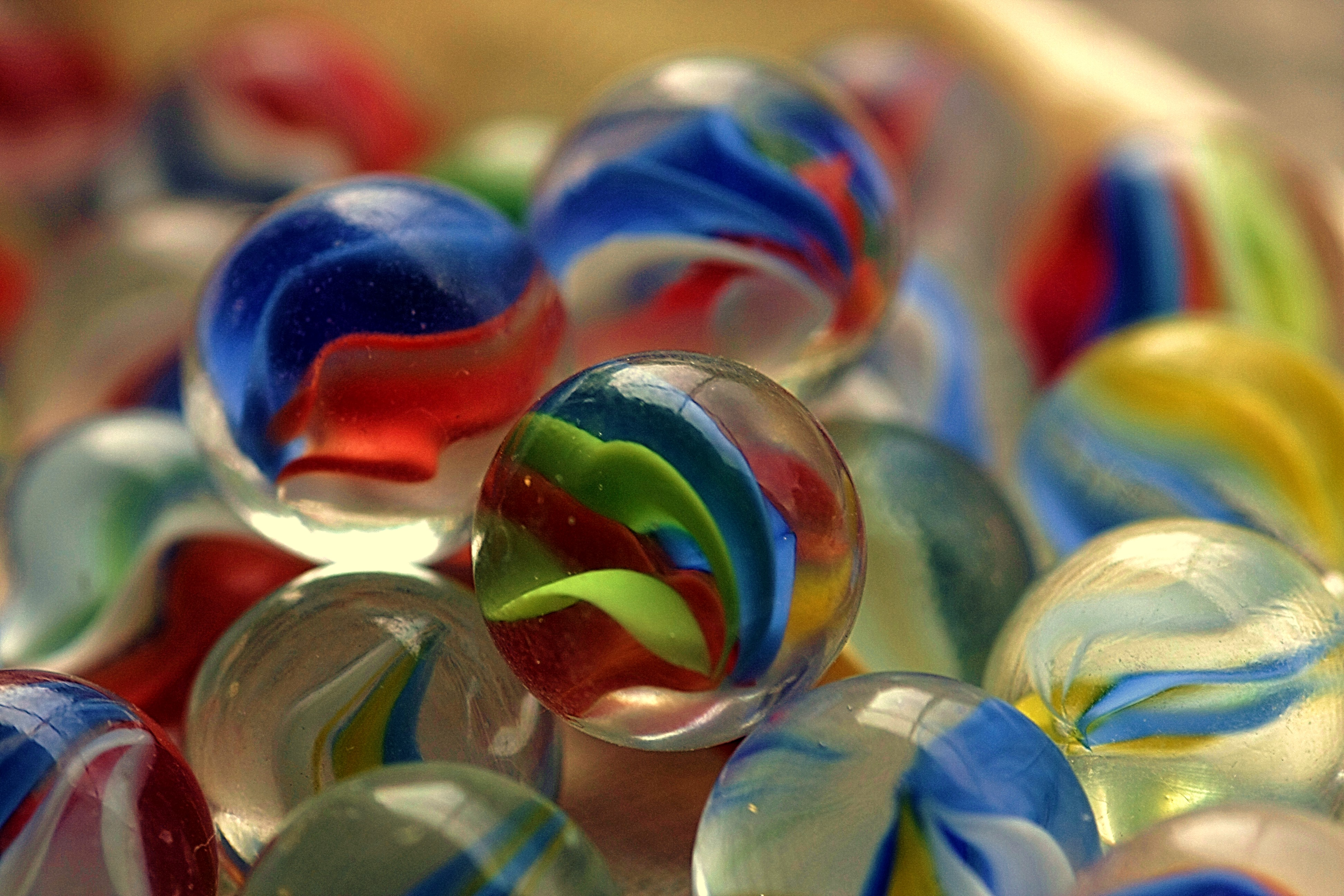
Viên bi thủy tinh

Công cụ để chơi bi rất đơn giản, chỉ là những viên bi. Bi là viên hình cầu có đường kính khoảng 0,5 cm đến hơn 1 cm nhưng tất nhiên có thể lớn hơn. Bi có thể làm từ đất nung (có thể sơn các màu sặc sỡ), gạch, đá hoặc thủy tinh bằng phương pháp thủ công hay sản xuất công nghiệp. Bi đất nếu làm thủ công thường có chất lượng không cao: dễ vỡ, không tròn...nên trẻ em thường chế tác một vài viên bi chất lượng tốt dùng làm bi cái khi chơi. Có hai cách phổ biến là:
- Tìm hoặc đập một viên đá nhỏ rồi dùng dao đẽo gọt cho có dạng gần hình cầu. Sau đó dùng một vật có lỗ tròn, đường kính như đường kính của viên bi định làm và miệng lỗ cứng để mài viên đá đó thành bi, gọi là xoáy bi. Vật thường dùng để xoáy bi là vỏ đạn súng trường/tiểu liên, thậm chí vỏ trai, ốc nhồi mài đều xuống nền sân cứng cũng tạo thành lỗ xoáy bi.
- Dùng một viên bi đất có sẵn rồi cũng xoáy cho thật tròn sau đó nung trong lửa thành sành.

Với những cách như vậy, làm một viên bi cái mất khá nhiều thời gian nhưng thu được viên bi bền, cứng và tròn để chơi.
Tại miền Nam, những viên bi được làm bằng thủy tinh có pha các màu sặc sở trong lòng viên bi trông rất đẹp mắt (thường được gọi là bi ve). Bi được sản xuất đại trà bằng phương pháp công nghiệp, giá thành rẻ, nên trẻ em không phải tự xoáy bi cho riêng mình.

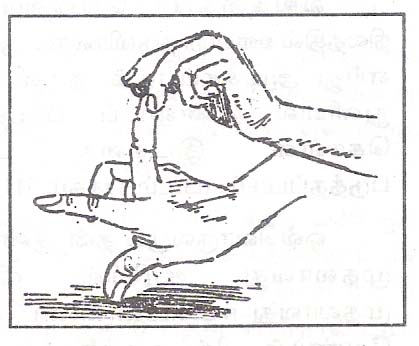
Cách người chơi thực hiện khi bắn một viên bi trong các trò chơi bắn bi ở Ấn Độ: ngón giữa được giữ lại có viên bi được giữ dựa vào đầu của nó, với viên bi được phóng ra khi nhả ngón tay.

### Kỹ thuật
Kỹ thuật chơi chính là động tác bắn bi, ở miền Bắc có các cách thường dùng sau đây:
- Kẹp viên bi giữa ngón tay trỏ và ngón tay giữa, móng của ngón giữa tiếp xúc với đốt ngón tay cái. Nhằm về mục tiêu rồi bật ngón tay trỏ cho viên bi bắn ra.
- Ngón tay trỏ cuộn viên bi vào giữa, gập ngón tay cái vào phía trong ở phía sau bi. Nhằm về mục tiêu rồi bật ngón tay cái cho bi bắn ra.

Kỹ thuật bắn bi đòi hỏi độ khéo léo, chính xác để trúng mục tiêu theo những cự ly khác nhau. Khi bắn có thể dùng tay kia làm bệ tỳ để viên bi ở độ cao thuận lợi hơn tùy từng tình huống. Các kỹ thuật trên chỉ có độ chính xác khoảng dưới 1 mét.
Ở miền Nam:
- Bi được bắn bằng 2 tay, tay trái ngón cái, trỏ và giữa kẹp viên bi, tay phải ngón cái chấm đất ngón giữa đặt sau viên bi, nhắm mục tiêu rồi bật ra. Kỹ thuật bắn này có độ chính xác đến 10 mét.

### Luật chơi

#### Bi lỗ

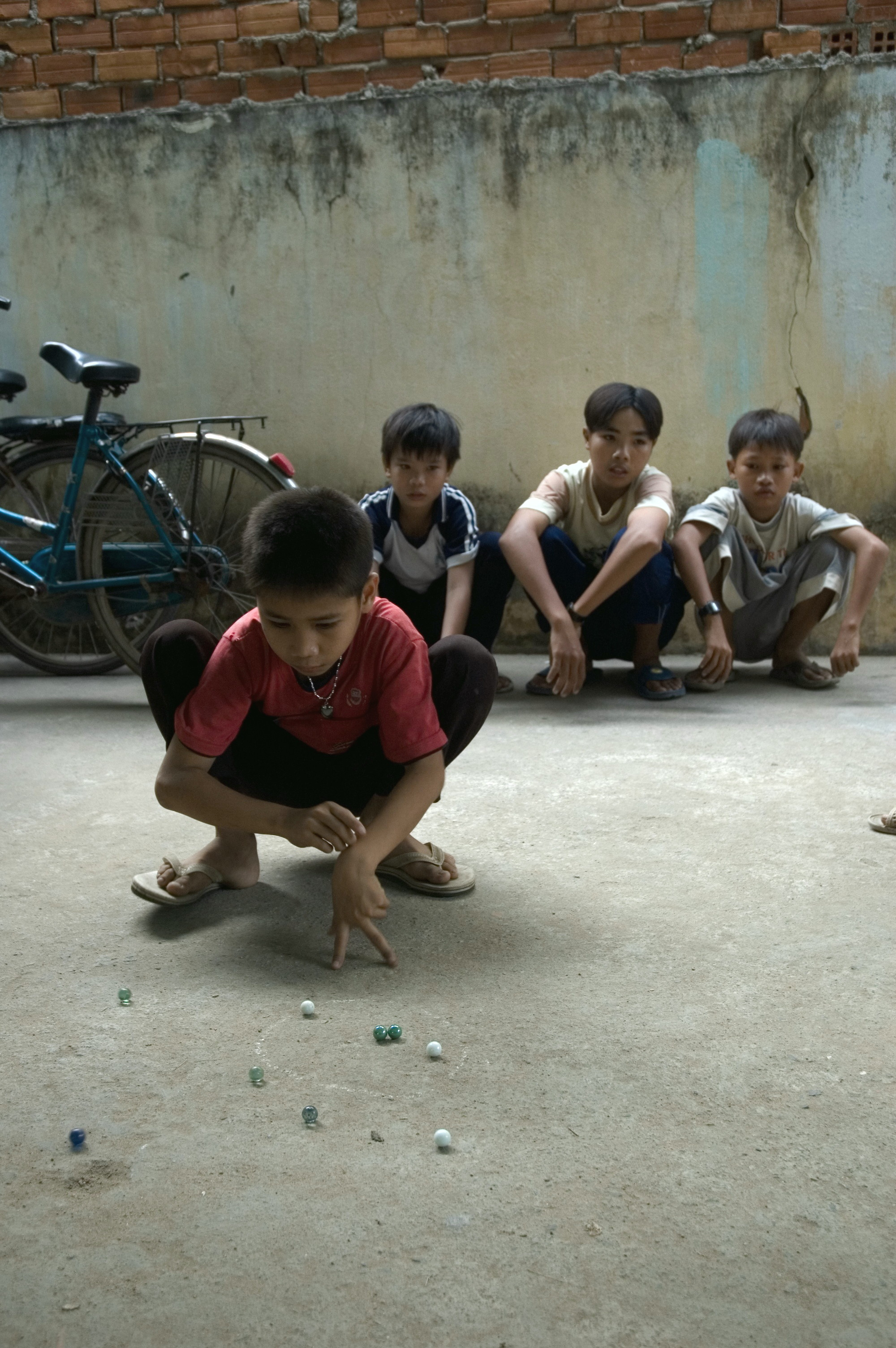
Một nhóm trẻ em Việt Nam bắn bi

Đào một cái lỗ ở giữa nền đất hoặc xi măng (có đường kính hoặc cạnh khoảng 20–30 cm) gọi là lỗ khi có bi thì gọi là cọp, cách đó 1,5-2m vẽ một vạch thẳng gọi là kim. Mỗi người chơi góp một số lượng bi bằng nhau. Những người chơi lần lượt đôi bi cái từ vạch thẳng về phía lỗ. Viên bi của người nào dừng lại ở gần lỗ nhất nhưng không nằm trong lỗ thì người đó được quyền chơi lượt đầu tiên và cứ như thế cho đến người cuối cùng. Trường hợp bi lọt vào lỗ thì tính như nó dừng ngay tại vạch. Tiếp theo, người chơi bắn bi cái từ vị trí của nó vào những viên bi trong lỗ nhằm đưa những viên bi đó ra ngoài. Những viên bi bị bắn ra khỏi hòm sẽ thuộc về người chơi. Khi khai cuộc, người chơi cũng được quyền bắn thẳng vào bi trong lỗ, nếu có ít nhất một viêc bi ở lỗ bị đẩy ra ngoài và bi cái không dừng trong hòm thì người đó được tiếp tục bắn nữa. Người chơi mất lượt khi không đưa được viên bi nào ra khỏi hòm và/hoặc bi cái bị dừng lại trong hòm. Nếu đưa được bi trong hòm ra ngoài nhưng bi cái lại nằm trong đó thì những viên bi ấy được đưa trở lại vào hòm, thậm chí người chơi có thể bị "phạt" phải đưa thêm bi của mình vào. Những người chơi giỏi thường bắn bi sao cho bi trong hòm bắn ra ngoài còn bi cái bật trở lại rồi dừng ngay gần hòm để lần bắn tiếp theo thuận lợi hơn. Cuộc chơi kết thúc khi tất cả bi trong hòm đã hết. Cũng giống như đánh đáo, những viên bi người nào bắn bi khỏi lỗ sẽ của người đấy. Kết thúc cuộc chơi thì có người còn bi, người hết bi. Trong thể thức này, người chơi hay dùng những viên bi cái to, nặng để có thể từ vạch bắn ngay được bi từ trong hòm ra ngoài.

#### Bi 7 lỗ
Số lượng người chơi thường từ 3-5 người. Đào 7 lỗ bi trên nền đất, 4 lỗ đầu tiên tạo thành 1 hình vuông, lỗ thứ 5 ở tâm hình vuông, lỗ thứ 6 đối xứng với lỗ thứ 5 qua 1 cạnh của hình vuông, lỗ thứ 7 đối xứng với lỗ thứ 5 qua lỗ thứ 6. Kẻ 1 vạch cách xa khu vực lỗ (khoảng 2-3m). Người chơi đứng ở khu vực lỗ đưa bi về phía vạch để xác định người đi trước, gọi là "đi nhất" hoặc "thi nhất", ưu tiên bi ở trước và gần vạch nhất. Sau khi thi nhất, người chơi phải lần lượt đưa bi vào lỗ 4 lỗ đầu tiên trước (4 lỗ này không bắt buộc thứ tự), sau đó theo thứ tự vào lỗ thứ 5, 6, 7. Đi đúng thứ tự được đi tiếp, đi sai thứ tự hoặc ra ngoài lỗ thì chuyển lượt cho người chơi tiếp theo. Nếu sai thứ tự lỗ phải đi lại từ đầu. Sau khi đi hết 7 lỗ theo thứ tự đúng. Bi của người chơi có quyền "hạ sát" bi của người chơi khác, nghĩa là trong lượt đánh, nếu bi của người đó chạm vào bi người chơi khác thì người đó coi như thua cuộc. Cuộc chơi kết thúc khi chỉ còn 1 người chơi duy nhất.

#### Bi 1 lỗ
Một dạng rút gọn của bi 7 lỗ, bi của người chơi chỉ cần vào 1 lỗ duy nhất để có quyền hạ sát bi khác. Cách chơi này mang tính chiến đấu cao hơn và thường có phạm vi sân chơi rộng hơn 7 lỗ vì người chơi sẽ tìm cách tránh xa nhau.

#### Bi kích
Tương tự như bi 1 lỗ. Nhưng bi của người chơi bị bi khác chạm vào không thua cuộc ngay mà bị bắn bởi viên bi của người chơi kia (gọi là "kích"), sau lượt kích, người chơi bị kích phải trả số bi tương ứng với khoảng cách giữa 2 viên bi theo tỉ lệ quy định từ đầu trận, đơn vị khoảng cách thường là gang tay. Người kích có thể bỏ qua việc đo đạc bằng cách áng chừng, nếu người chơi kia chấp nhận hoặc đo thấy áng chừng nhỏ hơn khoảng cách thực tế thì phải trả bi và thua cuộc. Nếu không chấp nhận thì việc đo được tiến hành, nếu áng chừng sai thì người bị kích tiếp tục chơi và không phải trả bi.

#### Bi hào hay bi tàng
Vẽ hai vạch thẳng song song cách nhau khoảng 2–3 m, gọi là hào. Một vạch làm điểm xuất phát còn một vạch là đích. Ở vạch đích có thể vẽ thêm một hình chữ nhật ở giữa, dài 20–30 cm, rộng 7–10 cm gọi là tương. Những người chơi lần lượt bắn bi từ vạch xuất phát sao cho bi dừng lại ở trong tương và càng gần vạch đích càng tốt nhưng không vượt quá vạch. Tiếp đến những người chơi sẽ xác định thứ hạng của những viên bi theo luật sau:
- Bi ở trong tương xếp trên bi ở ngoài tương.
- Cùng ở trong tương hoặc ngoài tương thì bi của ai gần vạch hơn sẽ xếp trên. Nếu bi vượt quá vạch thì thứ hạng được xếp ngược lại, viên bi nào xa vạch hơn sẽ xếp trên.

Khi có hai người trở lên cùng có bi dừng đúng vạch hoặc cách vạch một khoảng bằng nhau thì người nào bắn sau được xếp trên. Để do khoảng cách đến vạch trong những trường hợp khó xác định bằng mắt thường thì trẻ em hay dùng dây hay que để đo. Người xếp đầu tiên được quyền bắn bi của mình lần lượt vào những viên bi xếp từ thứ hai trở đi, nếu bắn trúng thì được "ăn" một số viên bi của người đó, nếu bắn trượt thì lượt chơi chuyển sang cho chính người có bi bị bắn. 
Do luật chơi như vậy nên khi thấy một người nào đó có khả năng xếp thứ nhất rất cao (ví dụ đã đưa được bi dừng đúng vạch và ở trong tương) thì những người chơi sau sẽ tìm cách gây khó khăn cho người đó bằng cách cố bắn bi sao cho thứ hạng của những viên bi xếp liền nhau càng xa nhau càng tốt. Việc này gọi là "giằng". Số lượng bi mà mỗi lần bắn trúng được "ăn" do những người chơi thỏa thuận với nhau. Nếu bi dừng ở trong tương thì được gấp lên theo một hệ số nào đó (phổ biến là gấp đôi bình thường), dừng ở trong tương nhưng lại ở đúng vạch đích lại được gấp lên tiếp.

#### Bi biển hay bi bể
Các người chơi vẽ một đường khép kín co hình dạng bất kỳ và chu vi tương đối rộng. Khi bắt đầu cuộc chơi, những người tham gia tùy ý chọn vị trí đặt viên bi của mình ở trong hình vẽ đó. Thứ tự lượt chơi được xác định bằng "oẳn tù tì", những người chơi tìm cách bắn bi của người khác ra khỏi hình vẽ, người bị bắn ra mất cho người bắn một số bi theo thỏa thuận. 
Cái thú vị của thể thức này là rình rập nhau để chờ cơ hội khi bắn bi trong hình vẽ xác định, bắn đối phương không chắc trúng sẽ dẫn đến nguy cơ bi của mình lăn ra ngoài hoặc ở gần đối phương dễ bị bắn trúng. Hình vẽ cũng thường là hình đa diện lõm, người chơi khi bắn bi không được phép bắn viên bi của mình ra ngoài vạch kể cả viên bi đang trong hành trình và cuối cùng vẫn dừng lại trong hình.

#### Bi gẩy
Là trò chơi của các bé gái, tên gọi phổ biến là khía - đùng, mô phỏng những động tác khi chơi. Thể thức này rất đơn giản, những người chơi góp vào số bi bằng nhau rồi "oẳn tù tì" để xác định người được chơi lượt đầu tiên. Người chơi rải cả nắm bi lên mặt đất sao cho càng đều càng tốt và khoảng cách giữa những viên bi vừa phải. Tiếp đến người chơi sẽ chọn ra một cặp bi, dùng bất kỳ ngón tay nào di trên mặt sân chơi ở khoảng cách giữa hai viên bi đó, gọi là khía. Nếu ngón tay chạm vào bi sẽ bị mất lượt còn nếu không, người chơi sẽ dùng ngón tay gẩy viên bi này vào viên bi kia, gẩy trúng (gọi là đùng) và cả hai không bị chạm vào bất cứ viên nào khác sẽ được "ăn" hai viên bi này, ngược lại thì mất lượt. 
Cuộc chơi kết thúc khi toàn bộ bi đã bị "ăn" hết. Do khi rải thường có những viên bi nằm rất sát nhau, không thể khía được nên người chơi phải tìm cách "ăn" dần từng viên một để có thể ăn được nhiều bi. Bi gẩy còn được chơi bằng những vật có hình dạng gần giống bi như hạt quả nhãn, thậm chí những viên sỏi, đá nhỏ.

### Biến thể
- Bi lồ có một biến thể là hòm hình tròn, những người chơi không cùng cho bi vào đó. Thể thức chơi cũng là từ vạch lần lượt bắn bi về "lồ", nếu viên bi của ai dừng trong lồ hoặc gần lồ nhất thì được quyền bắn vào bi của người khác. Trường hợp cùng bắn được bi vào "lồ" thì ai vào sau được quyền bắn trước. Người được quyền bắn sẽ cố tìm cách bắn trúng bi của người khác đang ở ngoài "lồ" và đưa viên bi của người này ra càng xa "lồ" càng tốt, nếu bắn trượt sẽ mất lượt. Nếu bắn trúng, người có bi bị bắn trúng phải trả một số viên bi theo thỏa thuận đồng thời người bắn được quyền từ vị trí bi của mình dừng lại bắn về phía "lồ" để giành quyền bắn tiếp. Do thể thức như vậy nên nếu đã có người chơi đưa được bi vào lồ rồi thì những người khác thường tìm cách bắn bi ra xa lồ để gây khó khăn cho người đó chứ không mạo hiểm tìm cách cũng đưa bi vào lồ nữa. Trò chơi kết thúc khi mọi người chơi đều đưa được bi vào "lồ", nghĩa là không còn mục tiêu ngoài "lồ" để bắn nữa.
- Bi gẩy có một biến thể thú vị là thay vi góp số bi bằng nhau và "oẳn tù tì" để xác định lượt chơi thì những người chơi cầm tất cả số bi hiện có, giấu hai tay ra đằng sau để lấy ra số bi mình định góp rồi nắm vào một bàn tay. Sau đó những người chơi cùng đưa tay ra để so sánh, ai có số bi nhiều nhất được quyền chơi đầu tiên. Những người chơi đứng trước lựa chọn nên góp nhiều hay ít bi, nếu góp nhiều sẽ có nhiều cơ hội được đi trước nhưng bị rủi ro sẽ mất nhiều bi hơn nếu không được chơi đầu tiên. Góp ít bi gần như chắc chắn sẽ phải đi sau nhưng nếu may mắn do người chơi trước mất lượt thì sẽ "lãi" to.

### Từ ngữ dùng trong trò chơi
- Bi ve: bi làm bằng thủy tinh.
- Thủ: viên bi dừng lại đúng trên vạch đích, nếu đồng thời lại ở trong tương nữa thì gọi là thủ tương. Trường hợp người chơi trước đã bắn bi được thủ hoặc thủ tương mà người bắn sau cũng làm được điều đó thì gọi là thủ đè hay thủ tương đè.
- Ngoại non: viên bi vượt quá vạch làm mốc một khoảng cách rất ngắn.
- Ngoại già: viên bi vượt quá vạch làm mốc một khoảng cách tương đối dài.
- Chầu/lẩu: góp bi vào hòm.
- Bể hay biển là diện tích ngoài hình vẽ trong thể thức bi bể.
- Bắn xỉa: bắn chính xác ở cự ly xa.
- Một nhất hai ngoại non: thể hiện quyết tâm đưa viên bi đến rất gần hoặc đến đúng vạch làm mốc, chấp nhận thua cuộc khi viên bi không may hơi vượt quá vạch này. Câu này cũng dùng trong đời sống gần như một thành ngữ để chỉ quyết tâm làm một việc gì đó có rủi ro cao.
- Rìa: Rìa lớn, rìa bé

### Đánh bi trong văn hóa
- Thành ngữ: Lăn như bi, Tròn xoe như hòn bi ve.
- Âm nhạc: Bài hát Hổng dám đâu của nhạc sĩ Nguyễn Văn Hiên:

...Bao bạn thân lấp ló gọi em tung tăng sân nhà
Đá bóng với đá cầu nhảy dây, bắn bi, trốn tìm
Ôi sao quá tuyệt vời nhưng mà em hổng dám đâu...

## Giải vô địch thế giới

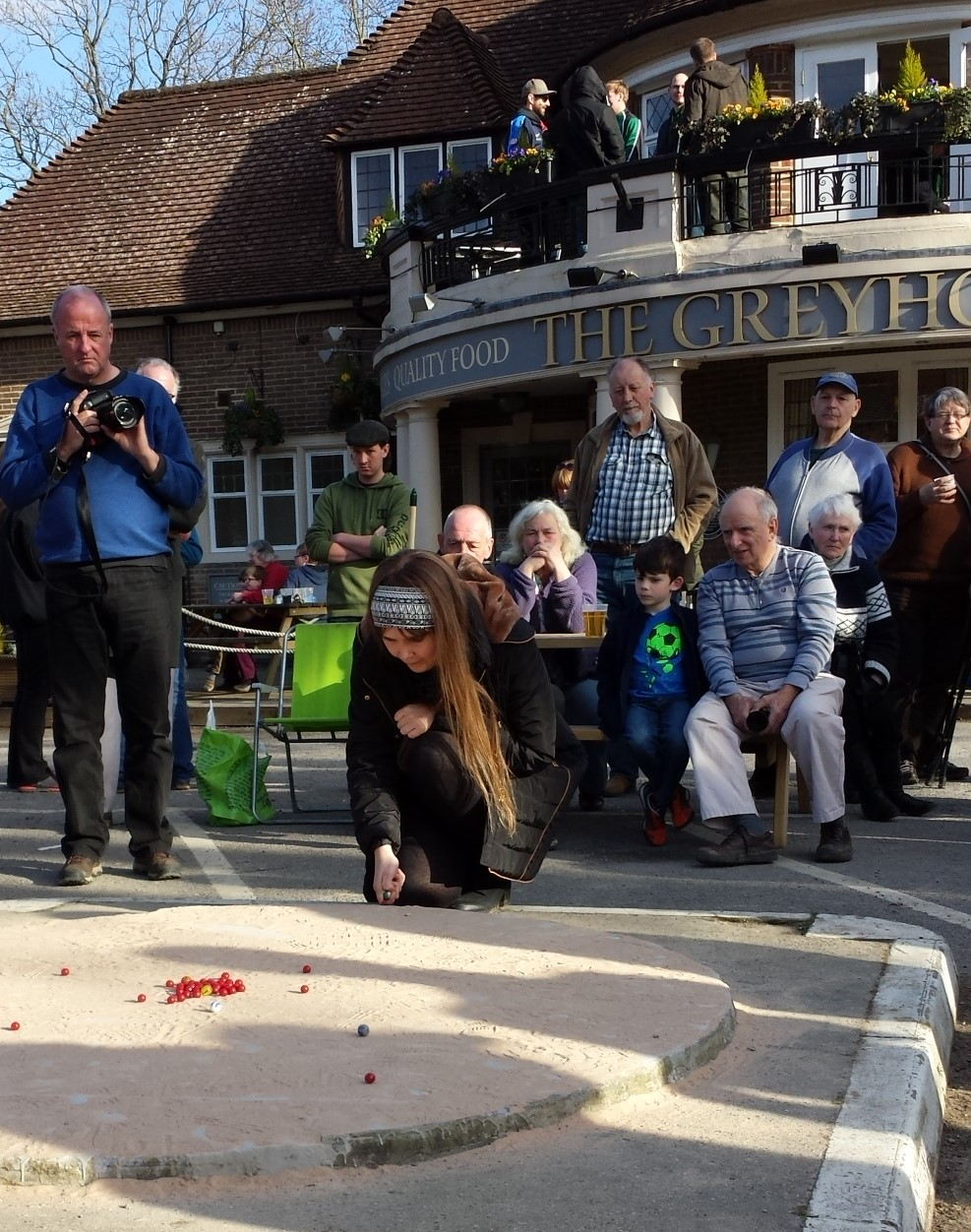
Một trận đấu của Giải vô địch đánh bi Anh và thế giới năm 2022

Giải vô địch đánh bi Anh và thế giới (tiếng Anh: The British and World Marbles Championship) đã được tổ chức tại Tinsley Green,Tây Sussex, Anh, hàng năm kể từ năm 1932. (Trò chơi đánh bi đã được chơi ở Tinsley Green và khu vực lân cận trong nhiều thế kỷ; theo tờ báo TIME nó có nguồn gốc từ năm 1588.) Theo truyền thống, mùa chơi bi bắt đầu vào Thứ Tư Lễ Tro và kéo dài đến giữa trưa vào Thứ Sáu Tuần Thánh: nếu chơi sau đó được cho là mang lại xui xẻo. Hơn 20 đội từ khắp nơi trên thế giới cùng tham gia giải vô địch, mỗi ngày Thứ Sáu Tuần Thánh; các đội của Đức đã thành công vô địch nhiều lần kể từ năm 2000, mặc dù các đội ở địa phương nước Anh từ Crawley, Copthorne và các làng khác của Sussex và Surrey cũng thường tham gia.
Giải vô địch được tổ chức bởi Hội đồng Kiểm soát Đánh bi Anh (BMBC). Trên sân đấu, 49 viên bi mục tiêu được nhóm lại gần nhau trong vòng bê tông nâng cao có đường kính 6 foot (1,8 m) được phủ bằng cát, mỗi mục tiêu là một viên bi thủy tinh hoặc gốm màu (thường là màu đỏ) có đường kính khoảng 12mm (0,5 inch)
Hai đội chơi gồm sáu người chơi ở mọi lứa tuổi, giới tính hoặc trình độ kỹ năng, thay phiên nhau sử dụng đầu ngón tay để nhắm và chiếu "tolley" - một viên bi lớn hơn (thường được gọi là "bắn súng" hoặc "taw"), là một quả cầu thủy tinh hoặc gốm có đường kính 18mm (ba phần tư inch), triển khai xoáy trên, xoáy sau hay xoáy bên nhằm để đẩy những viên bi khác ra khỏi sân. Đội đầu tiên hạ gục 25 viên bi khỏi sân đấu là đội chiến thắng. 
Chức vô địch đầu tiên vào năm 1932 thuộc về Ellen Geary - một cô gái trẻ đến từ London. Giải đã sử dụng những viên bi thủy tinh thay thế cho bi đất sét vào năm 1962. Giải vô địch đã từng bị hủy vào năm 2020 và 2021 do đại dịch COVID - 19. Lần tổ chức tiếp theo sẽ diễn ra vào Ngày Viên bi Thế giới (World Marbles Day) -  ngày 18 tháng 4 năm 2025. 

## Đánh bi trên thế giới
Những trò chơi bi trên thế giới cũng tương tự như ở Việt Nam, người chơi chủ yếu dùng kỹ thuật bắn bi cái của mình vào bi khác, có khá nhiều thể thức: 

### Hoa KỳvàAnh

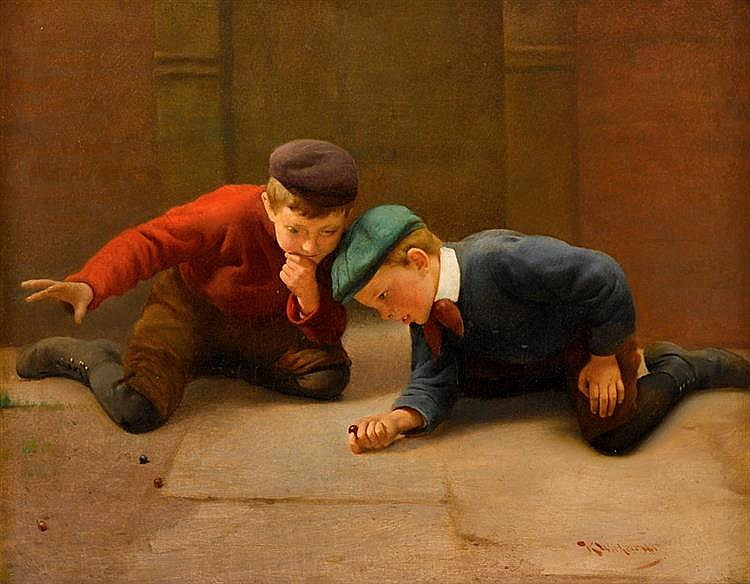
Trò chơi bi, Karol D. Witkowski

Trẻ em ở hai nước thường chơi trò bi vòng: gồm hai người chơi trở lên, có 13 viên bi được xếp thành hình chữ thập ở giữa một vòng tròn đường kính 10 foot. Vẽ hai vạch song song và tiếp tuyến với vòng tròn. Để xác định người được quyền chơi lượt đầu tiên, hai người đứng ở một vạch và bắn bi về phía vạch kia, bi của ai dừng lại gần hơn giành được quyền chơi trước, tương tự như tròn bi hào.    
Khi bắt đầu lượt chơi, người chơi dùng bi cái từ bất kỳ điểm nào ngoài vòng tròn bắn vào những viên bi ở trong vòng sao cho nó bật ra ngoài còn bi cái vẫn nằm trong đó. Nếu thành công, người chơi được tính điểm bằng số viên bi bị bắn ra ngoài vòng, ngược lại thì sẽ bị mất lượt. Nếu trong cuộc chơi, người chơi này bắn trúng bi cái của đối phương (khi nó đang ở trong vòng và đối phương vừa mất lượt) thì cũng được tính điểm.  
Cuộc chơi kết thúc khi tất cả bi đã bị bắn ra ngoài, người thắng cuộc là người ghi được nhiều điểm nhất (hoặc đạt đến số điểm mục tiêu trước). Ngoài bi vòng, còn có nhiều thể thức chơi bi với một hoặc nhiều lỗ trên mặt sân chơi, người chơi bắn bi đích xuống lỗ để ghi điểm. Nước Mỹ tổ chức giải thi đấu đánh bi quốc gia gần như thường niên. 

### Đông Âu
Trẻ em chơi bi theo thể thức có hai lỗ, cách nhau 5-6m, ở gần một lỗ xếp 3 viên bi thành hình tam giác (vì số người chơi thường là 3). Để xác định người được chơi trước, những người chơi từ lỗ có bi bắn bi của mình vào lỗ kia, nếu bi dừng trong đó, người đó được quyền chơi đầu tiên và từ lỗ đó bắn vào một trong số những viên bi ở gần lỗ kia. Nếu bắn trúng thì "ăn" được viên bi ấy và được quyền bắn tiếp, nếu bắn trượt thì nhường quyền bắn cho người chơi kế tiếp. Do 3 viên bi xếp khá gần nhau nên thường đã bắn trúng viên đầu tiên thì rất dễ bắn trúng tiếp 2 viên còn lại. 

### Đài Loan
Trò chơi bi có 5 lỗ, sâu khoảng 2 cm và đường kính 4–5 cm, 4 lỗ xếp thành hình vuông, mỗi chiều khoảng 1,5m, lỗ thứ 5 ở chính giữa (giao điểm của hai đường chéo) hình vuông. Người chơi sẽ từ một lỗ ở góc hình vuông (gọi là nhà của người đó) bắn bi vào lỗ giữa, nếu bi dừng lại trong đó thì được quyền bắn tiếp theo thứ tự sang lỗ bên phải, quay về trung tâm, sang lỗ bên trái, quay về trung tâm, sang lỗ phía đối diện, lại quay về trung tâm và cuối cùng là về nhà. 
Nếu bi không dừng lại đúng lỗ cần bắn thì người chơi mất lượt. Người chơi nếu hoàn thành một lượt bắn như vậy thì được quyền bắn bi của những người chơi khác (khi đang nằm trên mặt đất do bắn không vào lỗ), bắn trúng thì loại được người chơi có bi bị bắn trúng.